# Porsche Carrera
Carrera (рус. Карре́ра, в переводе с испанского — забег, гонка) торговая марка, используемая в названии спортивных автомобилей Porsche. Появилась в ознаменование успехов в автомобильной гонке Carrera Panamericana.
К 1952 году было выпущено около трёх тысяч автомобилей Porsche 356, но лишь малая их часть пересекла океан. В Америке эти маленькие маломощные автомобили были известны только энтузиастам. Их двигатели, которые были примерно в три раза слабее мотора любого американского автомобиля, не давали первым Porsche никаких шансов в соревнованиях на короткие дистанции. В то же время, хорошие ходовые свойства и высокая надёжность позволяли этим машинкам поддерживать высокую среднюю скорость, что делало их фаворитами гонок на выносливость.
В ознаменовании окончания строительства Панамериканского шоссе, правительство Мексики организовало в мае 1950 года шестидневную гонку через всю страну протяжённость более трёх тысяч километров — «La Carrera Panamericana». В 1952 году гонка была включена в календарь международных автомобильных соревнований, а в 1953 году технический регламент гонки был серьёзно изменён, автомобили были разделены на классы. Фирма решила поучаствовать в этих соревнованиях, выставив свой новейший гоночный автомобиль Porsche 550, который победил в своём классе. Ещё большего успеха удалось достичь в 1954 году, когда два автомобиля Porsche заняли третье и четвёртое места в абсолютном зачёте.
Вскоре на автомобильном рынке появилось новое имя — Porsche Carrera.

## 356 (1956—1965)

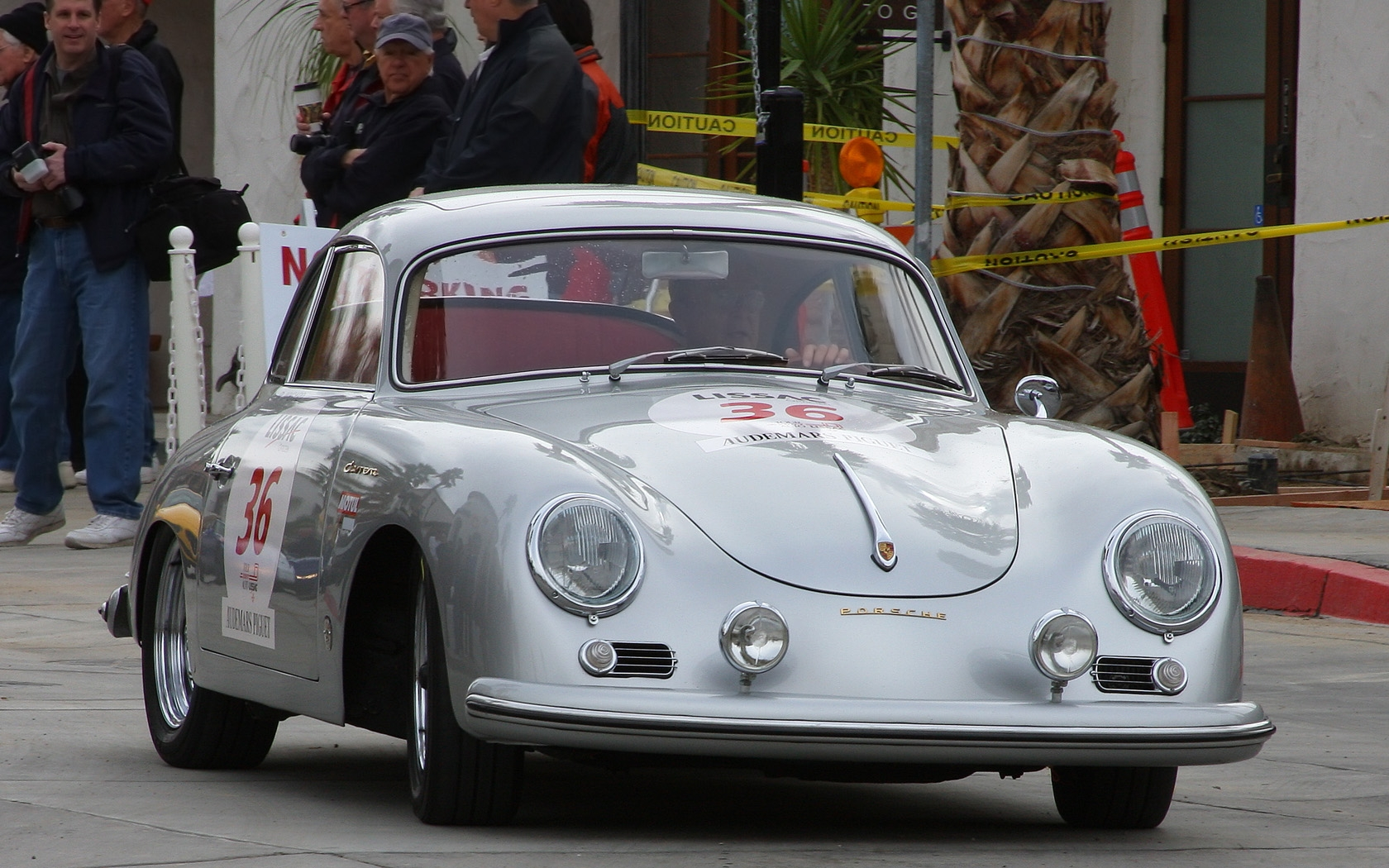
1957 Porsche 356 Carrera

Первый Porsche был четырёхместным двухдверным автомобилем с закрытым или открытым кузовом. Расположенный сзади четырёхцилиндровый оппозитный двигатель воздушного охлаждения на первых версиях развивал всего 40 — 75 л.с., чего было явно недостаточно для спортивного автомобиля. Поэтому, с 1956 года на него стали устанавливать, доказавший свою надёжность в заокеанских гонках, новый спортивный двигатель от 550-й модели мощностью 110 л.с. Такую машину назвали Porsche 356 A 1500 GS Carrera GT. Кроме автомобиля с закрытым кузовом купе, выпускался вариант с открытым кузовом, который назывался Speedster. Автомобили имели новые сидения, панель приборов, более широкие шины и новую выхлопную систему. В 1956 году рабочий объём двигателя немного возрос и обновленный автомобиль стали выпускать в двух версиях, дорожный автомобиль Porsche 356 A 1600 GS Carrera de Luxe мощностью 105 л.с. и его спортивную версию — Porsche 1600 GS Carrera GT мощностью 115 л.с. Изменений было минимум: обновлённые бампера и облегчённая отделка салона. Всего было сделано 700 автомобилей 356 A Carrera с кузовами купе, кабриолет и хардтоп.
Со стартом производства нового поколения 356-й модели в сентябре 1959 года, появилась и её спортивная версия Porsche 356 B 1600 GS Carrera GT. Двигатель автомобиля имел новые распредвалы и карбюраторы и развивал 115 л.с. Впервые на автомобиле было применено 12-вольтовое электрооборудование и появилась возможность установки дисковых тормозов, под заказ.
Результатом сотрудничества с фирмой Abarth стало появление в 1960 году модели Porsche 356 Carrera GTL Abarth, которая собиралась в Турине. Автомобиль имел созданный по эскизам Загато (англ. Zagato) обтекаемый кузов из алюминиевого сплава, который был на 140 кг легче обычного.
Вершиной модельного ряда этого поколения автомобилей стало появление в 1961 году автомобиля Porsche 356 B 2000 GS/GT Carrera 2. Двухлитровый двигатель с четырьмя карбюраторами, в зависимости от версии, развивал 140 или 155 л.с. Спортивный автомобиль  GT отличался от дорожного GS наличием большей ёмкости бензобака, заливать который можно было спереди. 

## Carrera GTS (1963—1964)

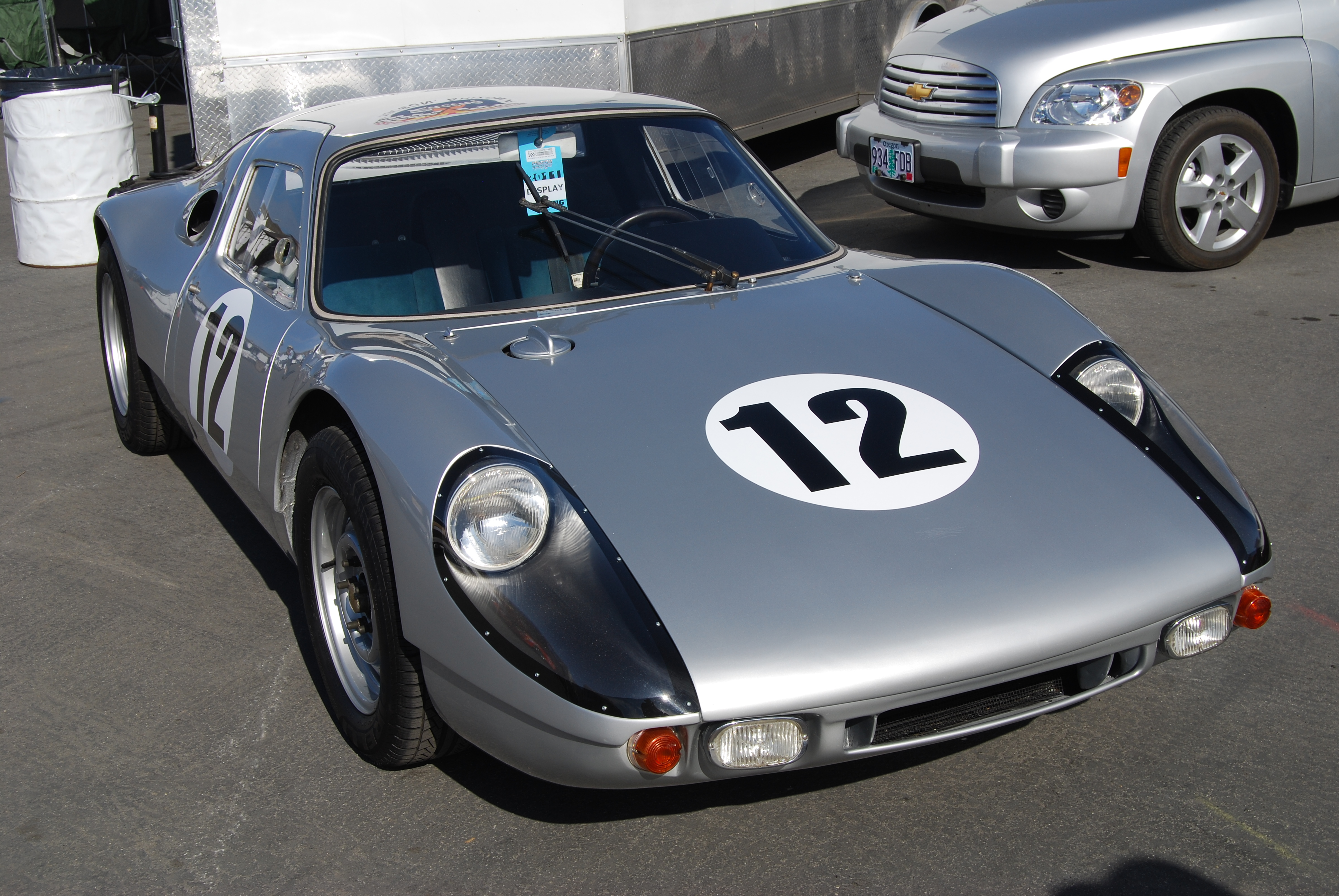
Porsche Carrera GTS

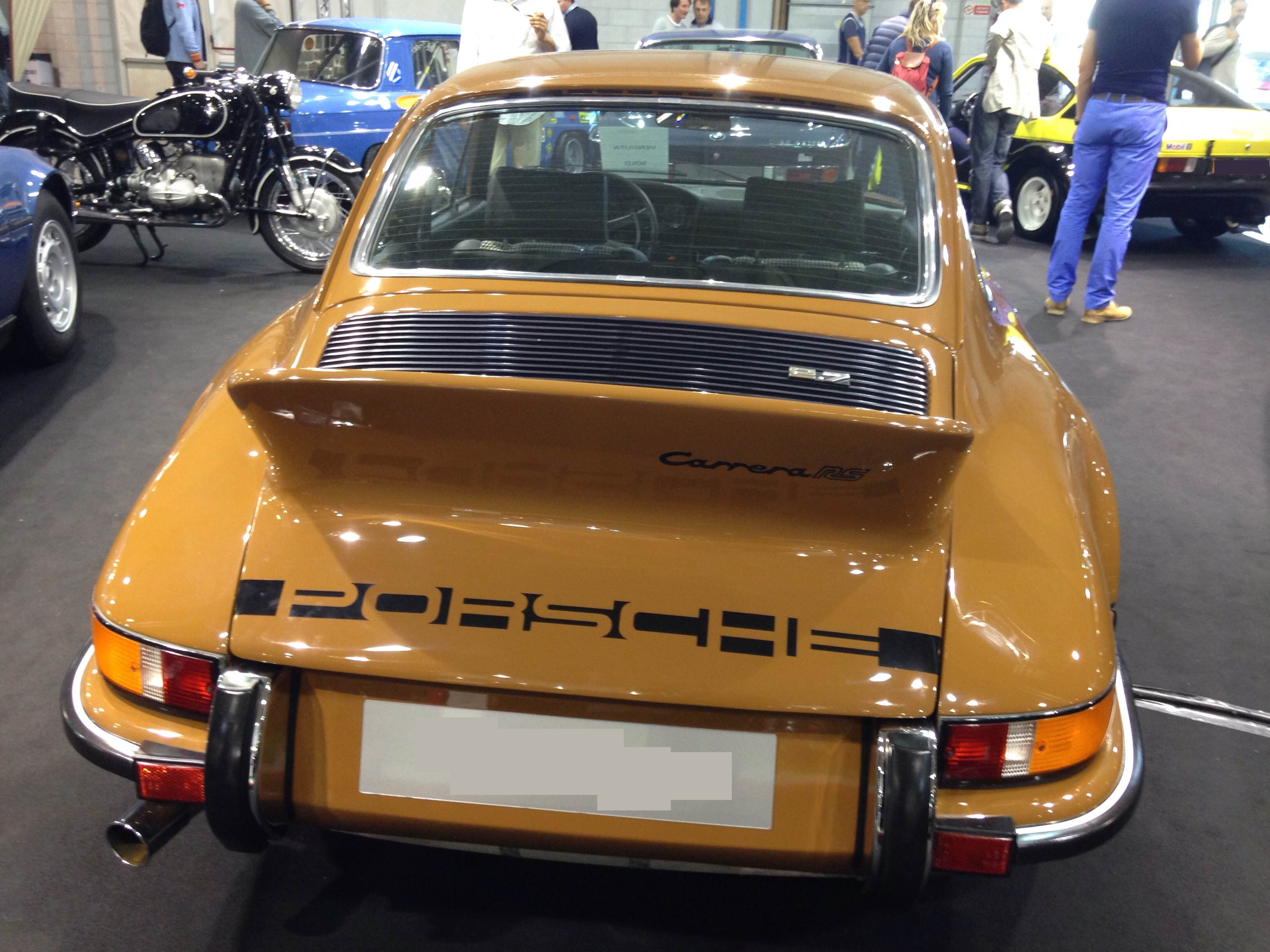
Porsche Carrera RS 2.7

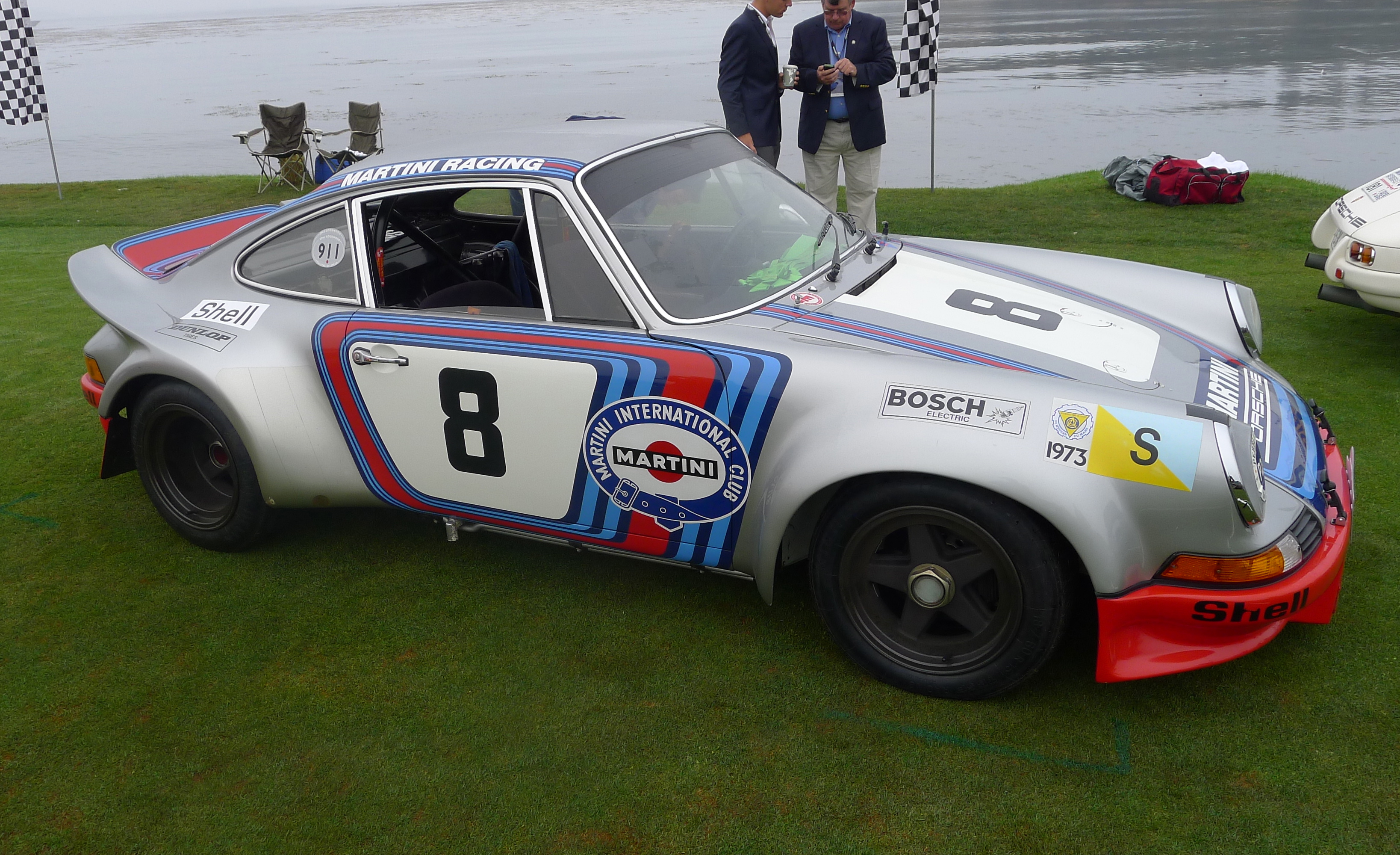
Porsche Carrera RSR

Автомобиль Porsche Carrera GTS, который имел заводское обозначение 904, вписал отдельную главу в историю фирмы. Он создавался под руководством Фердинанда Александра Порше и заметно отличался от других гоночных автомобилей фирмы. Это был первый Porsche, у которого стальная пространственная рама была закрыта пластиковым кузовом. Двухместный автомобиль имел задний привод, расположенный в базе, такой же, как у Porsche 356 Carrera 2 двигатель, который был форсирован до 180 л.с. Сидения были жёстко прикреплены к каркасу, поэтому регулировалось положение рулевого колеса и блока педалей. Так как для участия в гонках GT допускались автомобили, изготовленные в количестве не менее 100 шт., именно столько Porsche Carrera GTS и было сделано. Позже было построено ещё двадцать автомобилей, большинство из которых были проданы, а четыре остались на запчасти.
Главным спортивным достижением автомобиля стала победа в гонке Targa Florio 1964 года.
Позже были построены прототипы, оснащённые шестицилиндровым двигателем мощностью 210 л.с. (Porsche Carrera GTS 904/6) и восьмицилиндровым двигателем мощностью 240 л.с. (Porsche Carrera GTS 904/8)

## Carrera 6 (1965—1966)

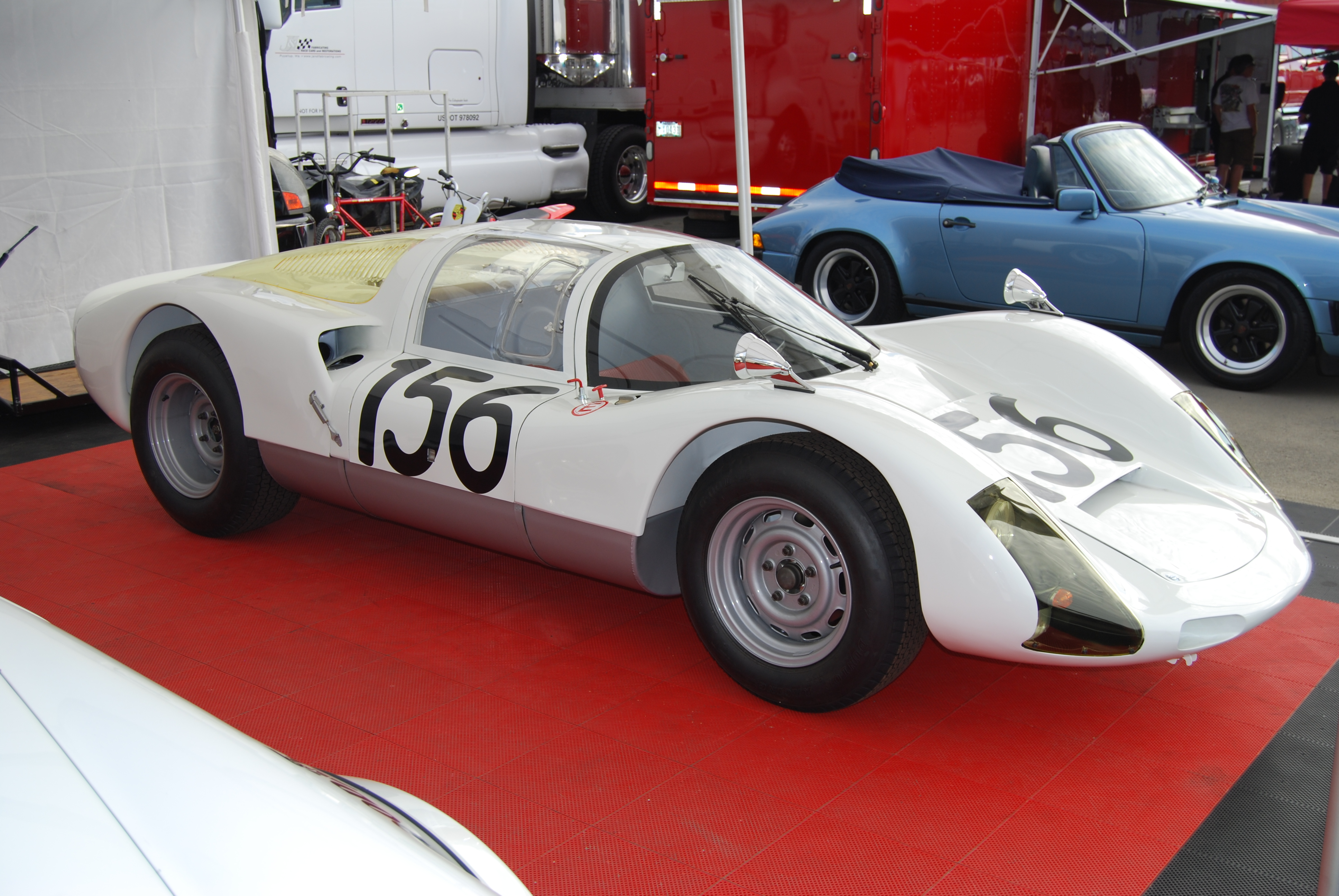
Porsche Carrera 6

Шестицилиндровый оппозитный двигатель воздушного охлаждения, пружинная передняя и задняя подвески с металлическими шарнирами взамен резинометаллических и стабилизаторами поперечной устойчивости, тормоза были взяты от модели Porsche Carrera GTS 904/6. Автомобиль имел прочный пространственный каркас из стальных труб, очень низкий пластиковый кузов с открывающимися вверх дверями. Самым крупным спортивным достижением модели стала победа в гонке Targa Florio 1966 года.

## 911 (1963—н.в.)
Автомобиль Porsche Carrera RS 2.7 дебютировал на Парижском автосалоне в октябре 1972 года. Он был разработан как спортивный автомобиль, предназначенный для участия в гонках. Облегчённая версия имела спартанское оснащение. Пассажиры сидели внутри тонкой металлической оболочки в примитивных сидениях, салон не имел обивки, вместо обычных, были установлены облегчённые безопасные стёкла. Всё это позволило сделать автомобиль примерно на 100 кг легче, чем 911 S. Для попадания в Группу 4 должно было быть построено и, конечно, продано 500 автомобилей, что казалось маловероятным в тот момент времени. Кто захочет покупать столь примитивный автомобиль? В реальности всё пошло совсем по-другому. Спрос был столь велик, что Porsche был вынужден выпустить дополнительные серии. Всего было сделано 1580 автомобилей, 217 покупателей выбрали автомобили в облечённом исполнении, 1308 обеспечили себя более комфортабельными версиями, и только 55 автомобилей Carrera RS было подготовлено по Группе 4.
Автомобиль имел расположенный в заднем свесе шестицилиндровый оппозитный мотор воздушного охлаждения рабочим объёмом 2,7 литра мощностью 210 л.с., который разгонял его до скорости 100 км/час за 5,8 с. Отличительной чертой автомобиля был его задний спойлер, прозванный «утиным хвостом» (нем. Enten-Bürzel), который, в сочетании с передним спойлером, намного улучшал управляемость. Carrera RS открыла дорогу к аэродинамическому способу улучшения поведения автомобиля.
Появившаяся в октябре 1973 более мощная версия Porsche Carrera RS 3.0 с широкими крыльями и спойлером новой формы была более бескомпромиссным автомобилем. Из 109 проданных, примерно половина были подготовленные к гонкам экземпляры. На остальных, их владельцы ездили по обычным дорогам. Трёхлитровая Carrera была примерно в два раза дороже 2.7 RS, но предлагала бо́льшие гоночные возможности за свою цену. Шасси было во многом подобно применяемому на Carrera RSR, а тормоза были от Porsche 917. Вес пустого автомобиля был снижен до 1060 кг, что давало трёхлитровому 230-сильному двигателю возможность разогнать его до скорости в 100 км/ч за немногим более чем 5 с. До сих пор Carrera RS 3.0 остаётся одним из самых интересных и оригинальных автомобилей в мире.
Помимо спортивных, выпускались экстремальные гоночные версии автомобилей. Сенсацией гоночного сезона 1973 года стали Carrera RSR — 900-килограммовые варианты Porsche 911, первоначально с 2,8-литровым двигателем мощностью 300 л.с. (Porsche 911 Carrera RSR 2.8), позже с трёхлитровым мотором, который выдавал 310 л.с. (Porsche 911 Carrera RSR 3.0). В своём первом сезоне автомобили выиграли три международных и семь национальных чемпионатов.
Великолепные победы Porsche 911 на гоночных трассах уже не устраивали фирму, было то, чего их автомобили не выигрывал никогда — ралли. Для участия в Safari Rally в Кении, возможно тяжелейшем ралли в мире в 1973 году, на фирме подготовили Porsche 911 Carrera RS 2.7 Safari. Автомобиль был поднят на 10 см, имел усиленные амортизаторы, алюминиевую защиту днища, 100 литровый бензобак, четыре большие дополнительные фары и расположенную сбоку капота заправочную горловину с резиновой крышкой.
В сезоне 1974 года международный автоспорт находился на перепутье, начиналась турбо эра. И фирма Porsche, пионер турбо технологий была впереди всех с Porsche 911 Carrera RSR Turbo. Автомобиль соответствовал новой пятой группе правил, имел шестицилиндровый двигатель от 911 Carrera RSR который развивал мощность 500 л.с. благодаря турбонаддуву. Для реализации столь высокой мощности, автомобиль получил не только эффектное заднее антикрыло, но и, для установки спортивных колёс, «расклешённые» задние крылья, которые увеличили его ширину с 1,6 м до впечатляющих двух метров. Полученная комбинация скорости и надёжности позволили получить необходимый запас знаний и опыта, непосредственно переданный в серийные автомобили Porsche 911 Turbo. 

### 911 (1989—1994)

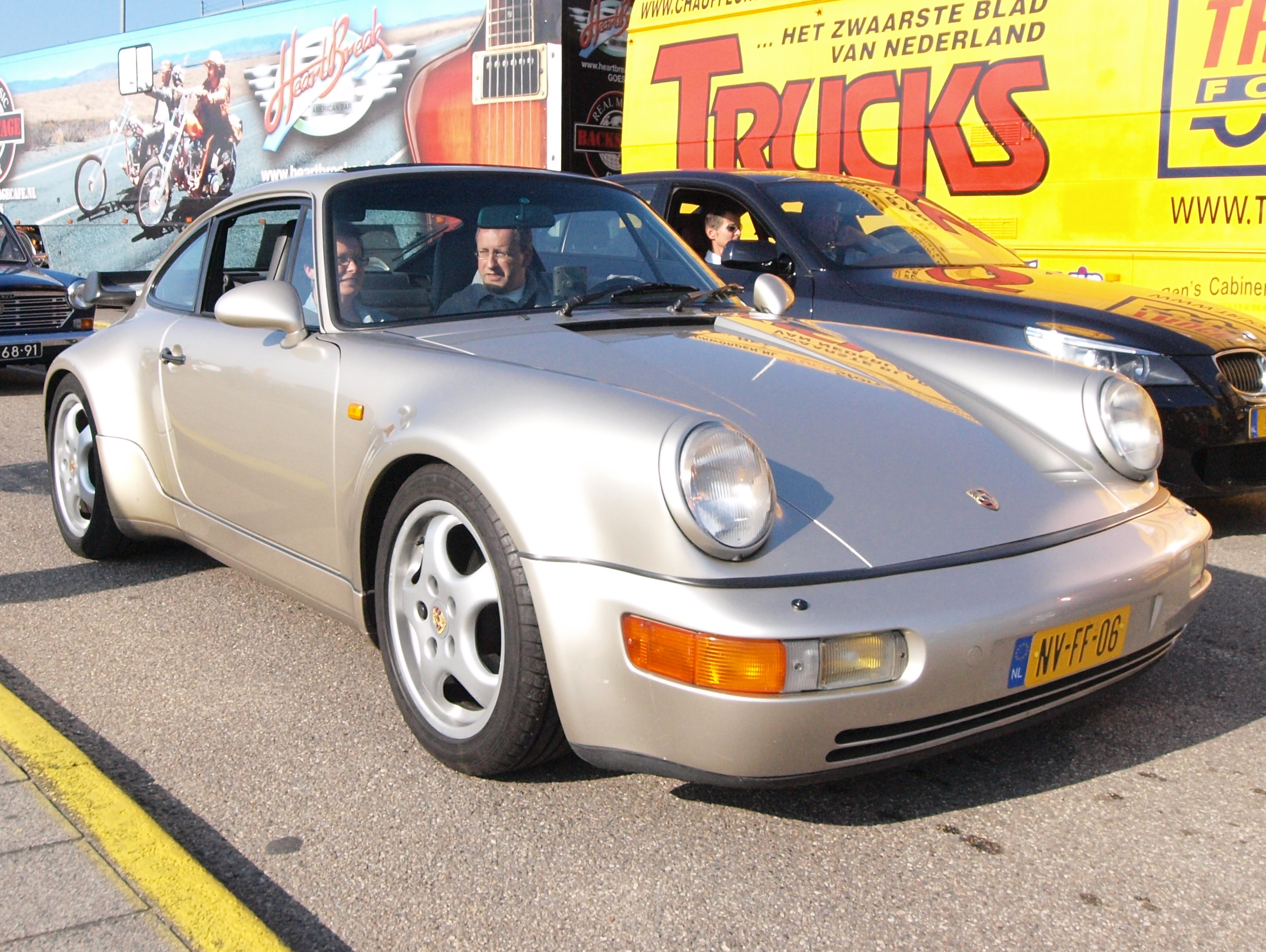
Porsche 911 Carrera 2

### 911 (1997—2004)

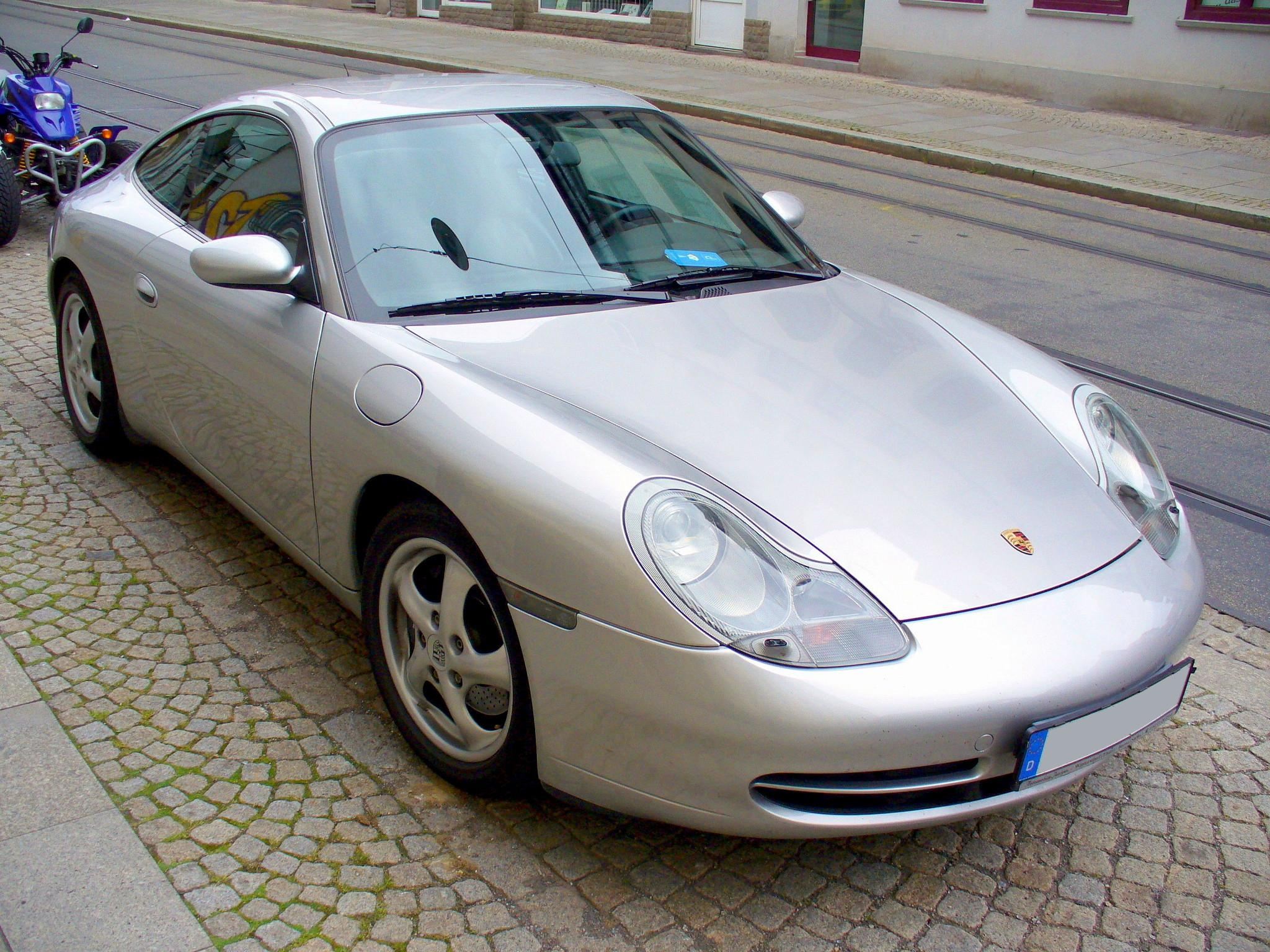
Porsche 911 Carrera

### 911 (2004—)

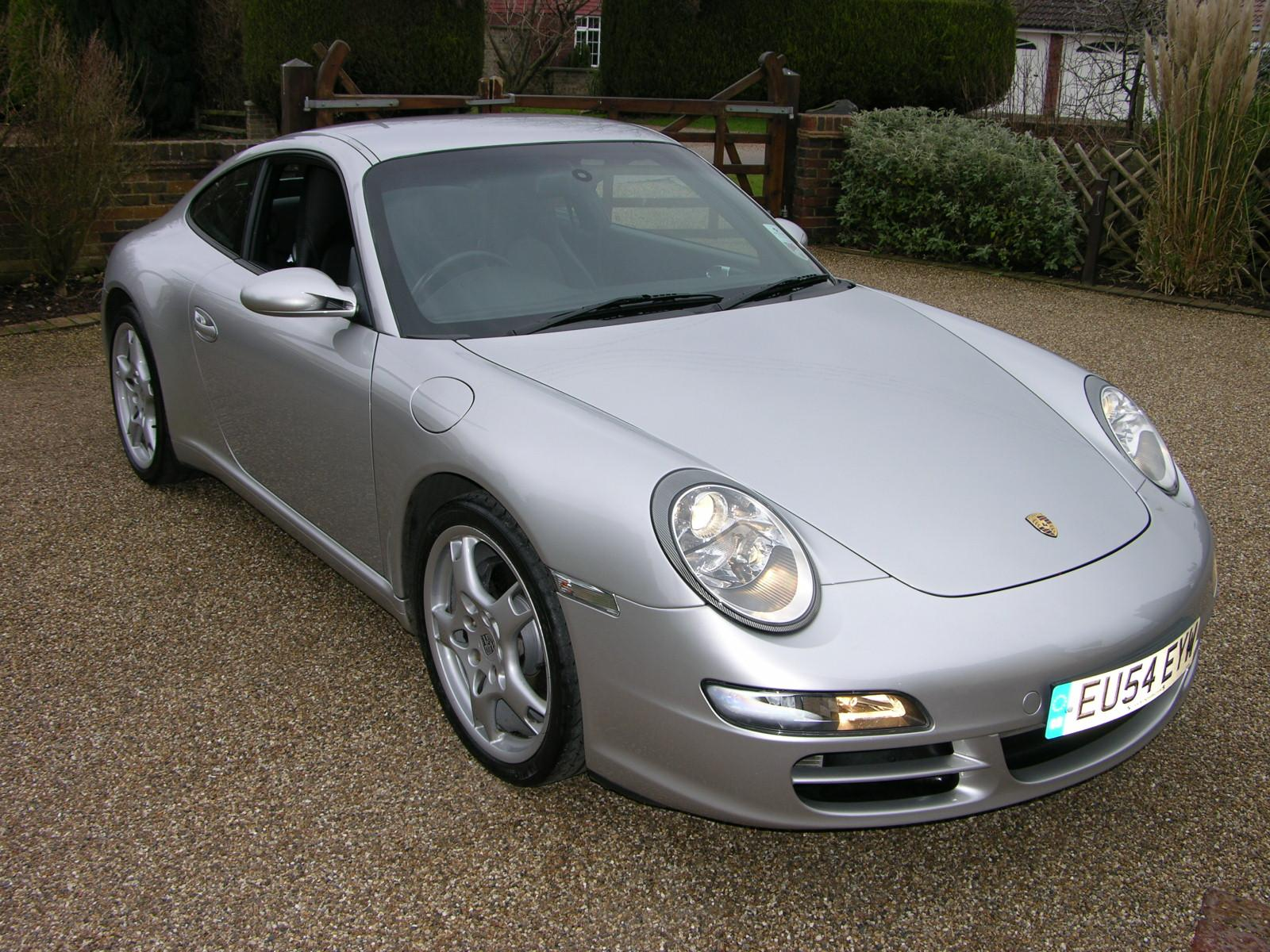
Porsche 911 Carrera

### 911 (2012—)

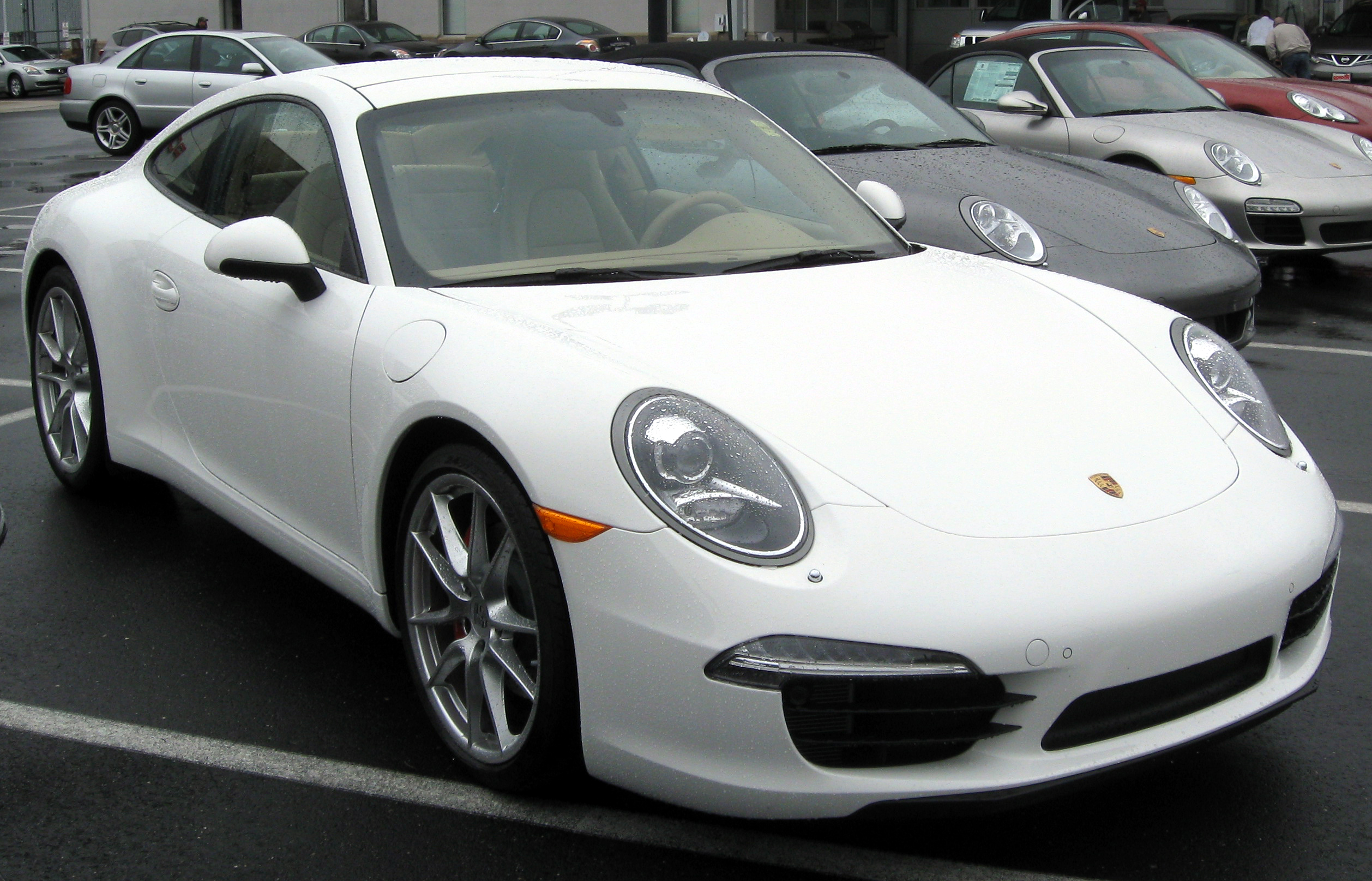
2012 Porsche 911 Carrera S

## Carrera GT (2003—2006)

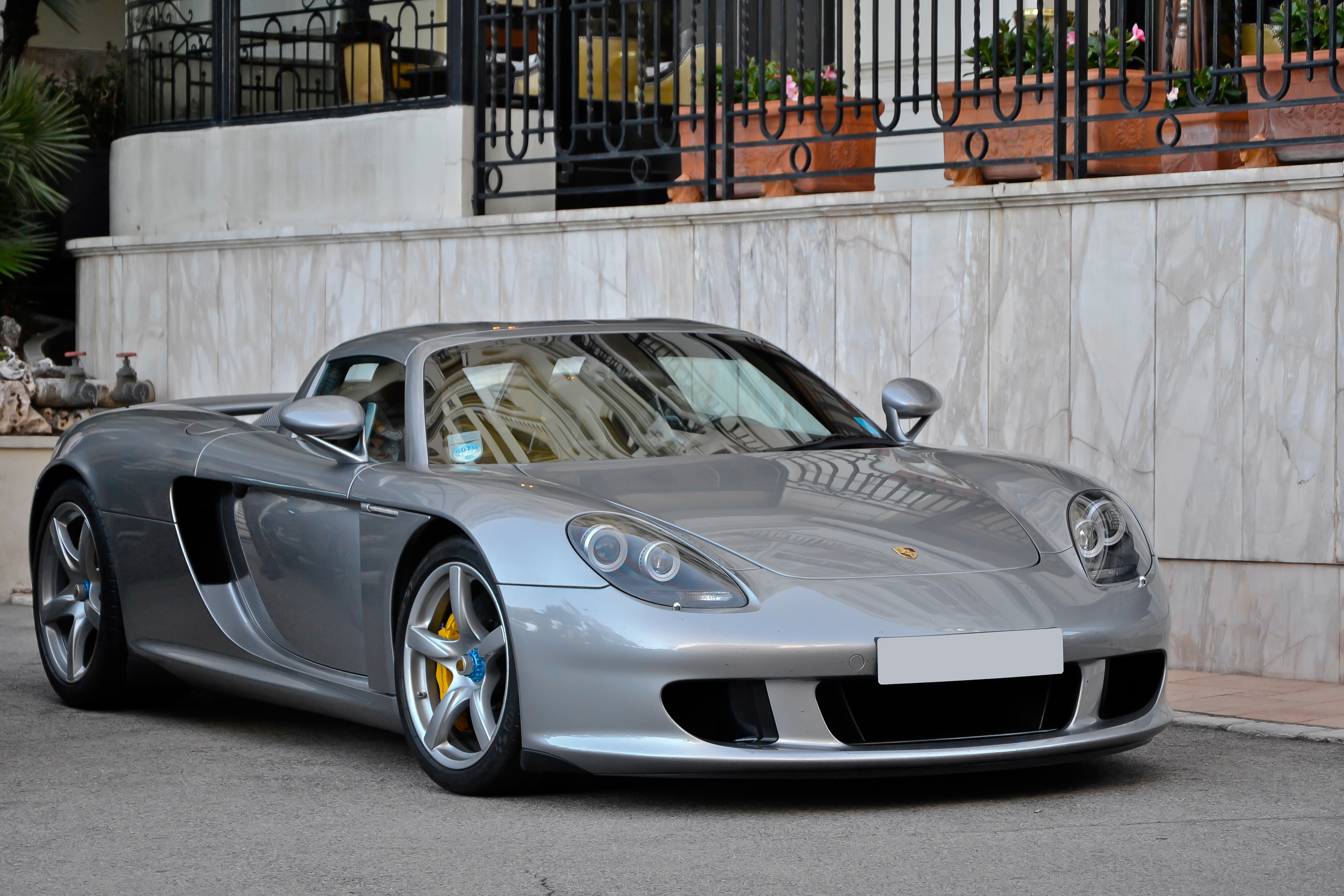
Porsche Carrera GT

## 924 (1979—1981)

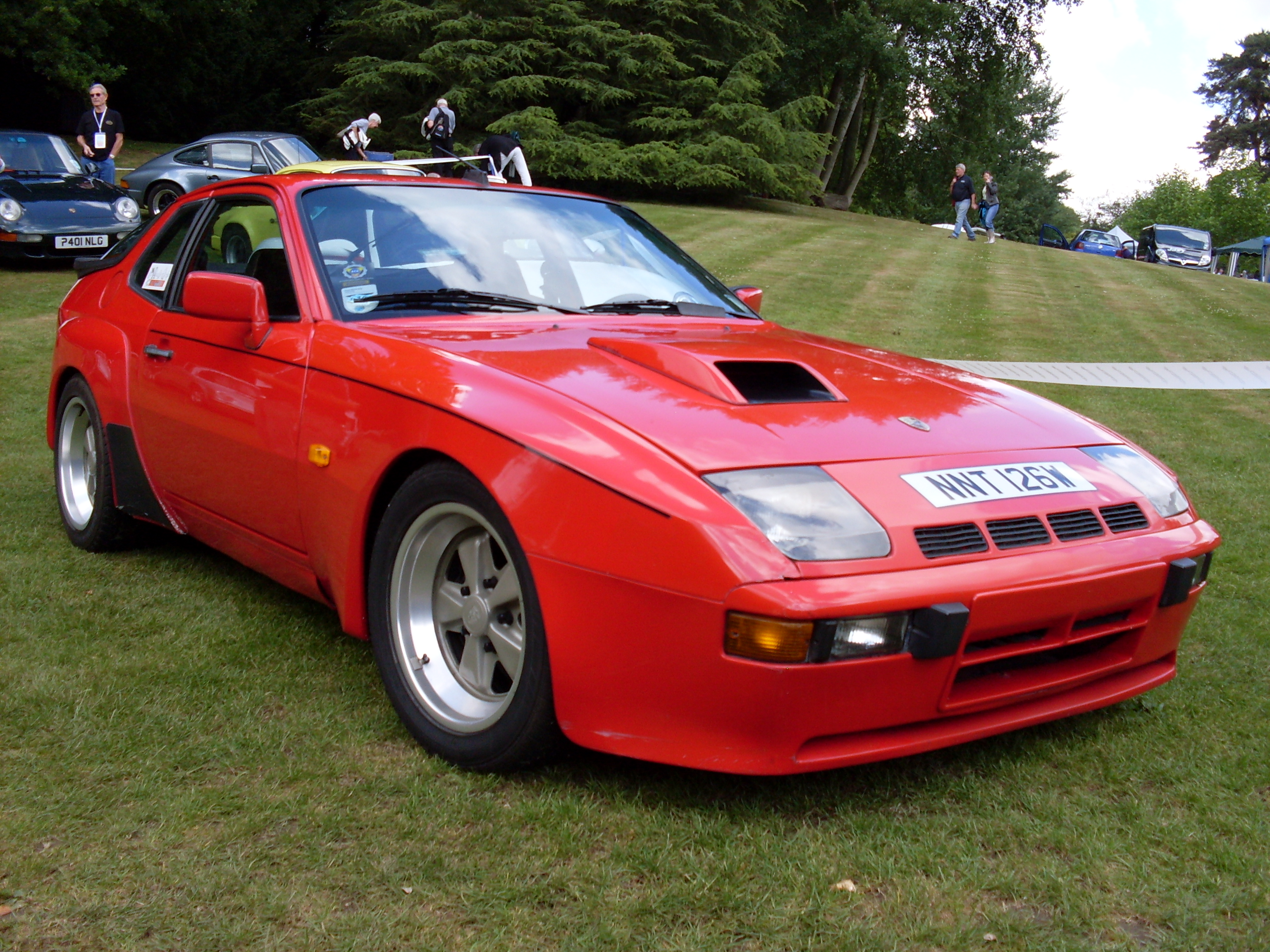
Porsche 924 Carrera GTS

В 1975 году появился Porsche 924 с необычным для фирмы расположенным спереди рядным четырёхцилиндровым двигателем водяного охлаждения и трансмиссией выполненной по схеме трансэксл. Первоначально автомобиль разрабатывался для фирмы Volkswagen, но в связи с разразившимся топливным кризисом они отказались от проекта. Тогда Porsche выпустили его под собственной маркой как спортивный автомобиль начального уровня.
Выпущенный в конце 1979 года Porsche 924 Carrera GT позиционировался как высокоскоростной автомобиль с низким расходом топлива. Он отличался от обычных автомобилей увеличенными задними крыльями, более широкими колёсами, передним спойлером и дополнительным воздухозаборником на капоте. Автомобиль имел двигатель мощностью 210 л.с. и мог разгоняться до скорости 240 км/ч. Всего было выпущено 406 таких автомобилей. После окончания выпуска основной серии Carrera GT, на их базе была изготовлена небольшая партия гоночных автомобилей Porsche 924 Carrera GTS.
Для участия в гонке Ле Ман 1980 года был подготовлен спорт прототип Porsche 924 Carrera GTP с турбированным двигателем мощностью 320 л.с., а в 1981 году увидел свет Porsche Carrera 924 GTR с ещё более мощным турбомотором в 375 л.с.  Для официального возвращения в международные ралли, в 1981 году на базе Carrera GTS был создан Porsche 924 Carrera GTS-Rallye. Он имел двигатель с увеличенной до 240 л.с. мощностью и специальное раллийное оборудование.